# Бялик, Борис Аронович
Бори́с Аро́нович Бя́лик (5 (18) октября 1911, Киев — 29 сентября 1988, Москва) — советский литературный критик, литературовед, сценарист. Специалист по творчеству Максима Горького. Заслуженный деятель науки РСФСР (1981).

## Биография
Родился 5 октября (по старому стилю) 1911 год в Киеве в семье сквирского мещанина Арона Хаим-Янкелевича Бялика (1877—?) и Любы Исааковны Бялик (в девичестве Альтшулер, 1883—?), староушицкой мещанки, заключивших брак там же 23 марта 1908 года. Окончил Куйбышевский педагогический институт (1932), аспирантуру Государственной академии искусствознания (1936). Доктор филологических наук (1947), профессор (1972).
Участник финской кампании, Великой Отечественной войны. В 1941 году вступил в ВКП(б). Военкор-писатель ряда фронтовых газет. Подготовил к изданию «Стихотворения» М. Горького в Малой серии «Библиотеки поэта» (1963).
Член Союза писателей СССР (1934).
Умер в 1988 году. Похоронен на Кунцевском кладбище.

## Творчество

### Мемуары
- Бялик Б. А. Наедине с прошлым : Воспоминания. — М.: Сов. писатель, 1966. — 351 с. — 30 000 экз.
  - . — М.: Сов. писатель, 1968. — 398 с. — 100 000 экз.

### Исследования и критика
- Бялик Б. А. Варвары : Матер. и исслед. [о пьесе М. Горького]. — М.: Всерос. театр. о-во, 1980. — 239 с. — (Б-ка театра Горького). — 8000 экз.
- Бялик Б. А. Великое слово : Статьи. — М.: Сов. писатель, 1981. — 375 с. — 17 000 экз.
- Бялик Б. А. Властители дум и чувств: В. И. Ленин и М. Горький. — М.: Сов. писатель, 1970. — 248 с. — 20 000 экз.
- Бялик Б. А. Горький в борьбе с театральной реакцией. — Л.: Искусство, 1938. — 192 с.
- Бялик Б. А. Драматургия М. Горького советской эпохи. — М.: Изд-во Акад. наук СССР, 1952. — 320 с. — 10 000 экз.
- Бялик Б. А. М. Горький — драматург. — М.: Сов. писатель, 1962. — 635 с. — 10 000 экз.
  - . — 2-е изд., перераб. и доп. — М.: Сов. писатель, 1977. — 639 с. — 20 000 экз.
- Бялик Б. А. М. Горький — литературный критик. — М.: Гослитиздат, 1960. — 375 с. — 10 000 экз.
- Бялик Б. А. Литературно-эстетические концепции в России конца XIX — начала XX в. — М., 1975.
- Бялик Б. А. О Горьком : Статьи. — М.: Сов. писатель, 1947. — 331 с. — 10 000 экз.
- Бялик Б. А. О пьесе Горького «Фальшивая монета». — М.: Всерос. театр. о-во, 1947. — 69 с. — 1000 экз.
- Бялик Б. А. Подвиг литературы : Сб. статей. — М.: Сов. писатель, 1973. — 448 с. — 17 000 экз.
- Бялик Б. А. Подвиг советской литературы. — М.: Знание, 1970. — 47 с. — (Новое в жизни, науке технике : Серия «Литература»; № 4). — 93 400 экз.
- Бялик Б. А. Судьба Максима Горького. — М.: Худож. лит., 1968. — 391 с. — 30 000 экз.
  - . — 2-е изд., доп. — М.: Худож. лит., 1973. — 366 с. — 20 000 экз.
  - . — 3-е изд., доп. — М.: Худож. лит., 1986. — 478 с. — 20 000 экз.
- Бялик Б. А. Творчество М. Горького в советскую эпоху. — М.: Госкультпросветиздат, 1956. — 76 с. — (Б-чка «В помощь лектору»). — 38 000 экз.
- Бялик Б. А. Эстетика М. Горького и принципы социалистического реализма. — М., 1968. — 32 с. — 200 экз.
- Бялик Б. А. Эстетические взгляды Горького. — Л.: Гослитиздат, 1939. — 232 с. — 10 000 экз.
- Бялик Б. А. Эстетические взгляды Горького : Тезисы к дис. … канд. филол. наук. — Л.: Полигр. лаборатория ЛГУ, 1938. — 4 с.
- Бялик Б. А., Келдыш В. А., Корецкая И. В. и др. Литературный процесс и русская журналистика конца XIX — начала XX века: 1890—1904 : Социал.-демократ. и общедемократ. изд. — М.: Наука, 1981. — 390 с. — 5000 экз.
- Бялик Б. А., Келдыш В. А., Полях Л. М. и др. Русская литература конца XIX — начала XX в. : 1908—1917. — М.: Наука, 1972. — 736 с. — 15 000 экз.
- Бялик Б. А., Михайловский Б. В., Келдыш В. А., Максимова В. А. Русская литература конца XIX — начала XX в. : 1901—1907. — М.: Наука, 1971. — 592 с. — 13 500 экз.
- Бялик Б. А., Тагер Е. Б., Келдыш В. А., Петрова М. Г. Русская литература конца XIX — начала XX в. : Девяностые годы. — М.: Наука, 1968. — 502 с. — 7000 экз.

В соавторстве с кинорежиссёром М. Донским написал сценарий фильма «Фома Гордеев» (1959).

## Награды
- ордена Отечественной войны I и II степеней,
- орден Красной Звезды,
- орден Дружбы народов,
- медаль «За взятие Кёнигсберга»,
- медаль «За боевые заслуги» (Финская кампания)
- медали.